# Eritreia
Eritreia (em tigrínia: ኤርትራ Ertrā; em árabe: إرتريا  Iritriyā; em inglês: Eritrea), oficialmente Estado da Eritreia, é um país localizado no Chifre da África. Sua capital é Asmara. Faz fronteira com o Sudão a oeste, a Etiópia a sul, e Djibuti a sudeste. As partes nordeste e leste da Eritreia têm um extenso litoral ao longo do Mar Vermelho, tendo na outra margem a Arábia Saudita e o Iémen. O arquipélago de Dalaque e várias das ilhas Hanish também fazem parte da Eritreia. O país tem uma área total de 117 600 km². com uma população estimada em cerca de 5 milhões de habitantes. O nome do país é baseado no nome grego para o Mar Vermelho (Eρυθρὰ Θάλασσα Erythra Thalassa), que foi adotado pela primeira vez para a Eritreia italiana em 1890.
Eritreia é um país multi-étnico, com nove grupos étnicos reconhecidos em sua população. A maioria dos residentes falam línguas da família afro-asiática, seja das línguas semíticas etíopes ou dos ramos cuchíticos. Entre essas comunidades, os tigrínios constituem cerca de 55% da população, com o povo tigré constituindo cerca de 30% dos habitantes. Além disso, há várias minorias étnicas nilóticas de fala nilo-saariana. A maioria das pessoas no território adere ao cristianismo ou islamismo.
O Reino de Axum, cobrindo grande parte da Eritreia atual e do norte da Etiópia, foi estabelecido durante o primeiro ou o século II Adotou o cristianismo em meados do século IV. Nos tempos medievais, grande parte da Eritreia caiu sob o reino de Medri Bahri.
A criação da Eritreia moderna é um resultado da incorporação de reinos e sultanatos independentes e distintos (por exemplo, Medri Bahri e o Sultanato de Aussa) resultando na formação da Eritreia italiana. Após a derrota do exército colonial italiano, em 1942, a Eritreia foi administrada pela administração militar britânica até 1952. Após a decisão da Assembleia Geral da ONU, em 1952, a Eritreia teve um governo com um parlamento local em uma federação com a Etiópia por um período de 10 anos. Contudo, em 1962, o governo da Etiópia anulou o parlamento da Eritreia e formalmente anexou a Eritreia. Mas os eritreus que defendiam a completa independência da Eritreia desde a expulsão dos italianos em 1942, anteciparam o que estava por vir e em 1960 organizaram a Frente de Libertação da Eritreia, resultando em uma guerra de independência contra a Etiópia. Em 1991, após 30 anos de luta armada, a população do país votou pela independência da Etiópia em um referendo supervisionado pela ONU, vencendo por uma grande maioria, fazendo com que a Eritreia declarasse oficialmente sua independência e ganhasse reconhecimento absoluto internacional em 24 de maio de 1993.
No ano de 1994, no dia 17 de Setembro, Negebe, um cidadão eritreu foi preso por se recusar a Constrição do Serviço Militar Obrigatório. Na época ele tinha apenas 21 anos e ficou 26 anos na prisão, num campo chamado Sawa, junto com mais dois compatriotas, Paulos e Isaac. Era um contêiner de metal sem ventilação nenhuma, sem cama e nem mesmo sanitário. Para fazerem suas necessidades fisiológicas tinham que pedir permissão. Nunca receberam um julgamento justo por causa de sua neutralidade política e recusa de participar em conflitos armados. Esses três jovens cristãos foram presos por mais de 2 décadas por causa de sua fé e sofreram os piores tratamentos humanitários, sendo amarrados e Negebe até chegou a ser “enterrado vivo”. As refeições foram precárias e o trabalho era forçado. Eles e mais 28 Eritreus foram libertos da prisão em 4 de Dezembro de 2020 com mais 25 pessoas que passaram entre 05 e 19 anos presos. Desde 1994, pelo menos 243 Testemunhas  de Jeová foram presas na Eritreia, sem Direito a liberdade religiosa ou a um julgamento justo. Sete dessas faleceram na prisão ou em decorrência dela. Muitos eram idosos. Pelo menos 32 Testemunhas de Jeová continuam presas por causa de sua fé.
A Eritreia é um Estado de partido único no qual eleições legislativas nacionais nunca foram realizadas desde a independência —  embora sua Constituição, adotada em 1997, estabeleça que o Estado é uma república presidencialista com uma democracia parlamentar, isto ainda está para ser implementado. De acordo com o governo, isto ocorre devido ao conflito fronteiriço com a Etiópia, que teve início em maio de 1998 e permanece até os dias de hoje. Desde sua independência, em 1993, o país nunca teve eleições. De acordo com a Human Rights Watch, o registro de direitos humanos do governo da Eritreia é considerado um dos piores do mundo. O governo da Eritreia rejeitou essas alegações como motivadas politicamente. Junto com os Estados Unidos, a Eritreia é um dos dois únicos países do mundo que cobra impostos de seus cidadãos independentemente de onde residam no mundo. O serviço militar obrigatório requer longos e indefinidos períodos de conscrição, que alguns eritreus deixam o país para evitar. Uma vez que todas as mídias locais são de propriedade estatal, a Eritreia também foi classificada como tendo a segunda menor liberdade de imprensa no Índice de Liberdade de Imprensa, atrás da Coreia do Norte.
A Eritreia é membro da União Africana, das Nações Unidas e da Autoridade Intergovernamental para o Desenvolvimento, e é observadora na Liga Árabe ao lado do Brasil, Venezuela, Índia e Turquia.

## História

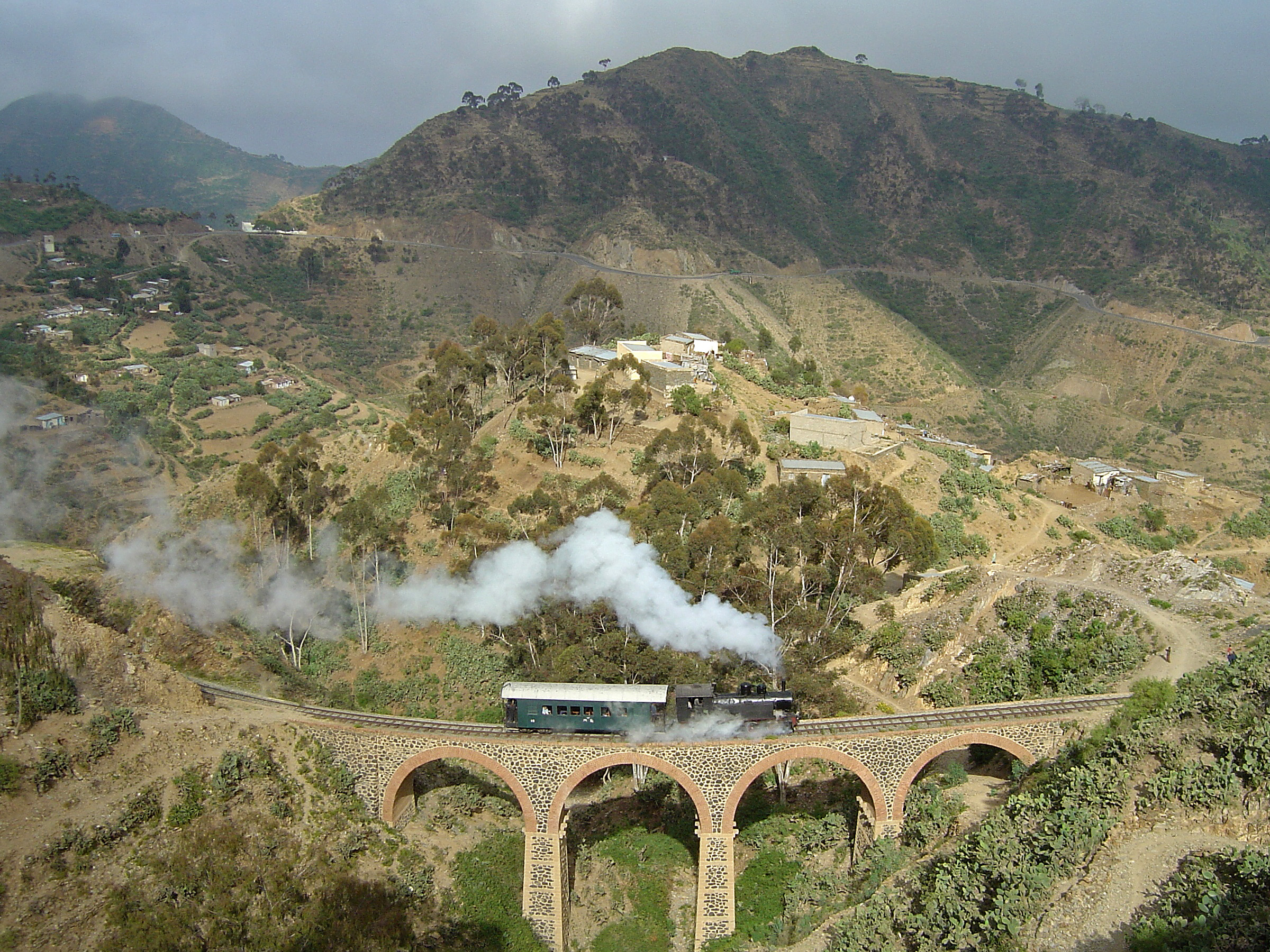
A Ferrovia da Eritreia foi construída durante o período colonial italiano.

A Eritreia tem alguns dos fósseis mais antigos de humanos e hominídeos do mundo. Investigadores italianos descobriram, em 1995, na aldeia de Buya, no sudeste do país, o crânio de um hominídeo com mais de 1 milhão de anos, representando um intermediário entre o homo erectus e o homo sapiens primitivo. Em setembro de 1999, um grupo internacional de biólogos-marinhos e geólogos descobriu, na região, evidências para as respostas algumas de algumas das questões mais importantes que envolve a evolução dos seres humanos: quando os nossos primeiros antepassados começaram a utilizar ferramentas para a pesca, e quando e como migraram os primeiros humanos de África. Foram descobertas, na baía de Zula, ferramentas de pedra com mais de 125 000 anos, enterradas em corais antigos pelas praias do Mar Vermelho. Pinturas rupestres das épocas mesolíticas são abundantes no norte e centro do país, mostrando algumas das primeiras sociedades de caçadores-colectores no mundo. A Eritreia também foi o lugar onde evoluiu o elefante, de acordo com o paleontologista americano William Sanders, que encontrou, no país, o antecedente mais antigo do elefante, um fóssil com cerca de 27 milhões anos.
As primeiras fontes literárias nas quais há menção ao atual território eritreu remontam-se ao egípcios, em 2 500 a.C. e, posteriormente, em 1 500 a.C., durante o reinado de Hatexepsute. Estes escritos descrevem um país legendário chamado Punt, rico em olíbano e mirra, localizado ao longo da costa merídio-ocidental do Mar Vermelho. No século VIII a.C., começa a surgir uma civilização urbana no planalto da Eritreia, formada por uma parte do reino antigo de Sabá. Desta sociedade, ligada aos povos semíticos na Arábia Meridional, surge a civilização de Axum, civilização esta responsável por grande parte da história e cultura do país. Axum chega a ser o maior centro de poder na região do Mar Vermelho; produz a sua própria moeda, seu sistema alfabético, domina as terras e o comércio da toda a região e adopta o cristianismo no século III. Os europeus deste tempo chamam de Etiópia (o nome dum país mítico e legendário na literatura grega), a todas as terras pelo sul de Egito sem distinguir entre reinos. Na Bíblia, há menções frequentes ao país Etiópia; portanto, ao adoptar o cristianismo no reino de Axum, é adoptado também o nome de Etiópia ao reino. O idioma oficial do reino é o Ge'ez já extinto, mas utilizado ainda como idioma litúrgico nas igrejas ortodoxa oriental e católica oriental da Eritreia. Na Idade Média o reino cristão de Axum é debilitado pelo surgimento do Islão do outro lado do Mar Vermelho.

### Portugueses
Portugal em seu caminho para encontrar o reino do "Preste João", um aliado crucial para atacar Meca, descobriu que teria que dominar o Mar Vermelho. Para tanto, utilizou sua marinha como plataforma de ataque ao Império Otomano, porém seria necessária a criação de bases de comércio e abastecimento. Os portugueses com os seus missionários também visavam a consolidação do poder religioso.
A presença foi possível em Maçuá e Arquico, sendo esta última uma pequena vila a sul do Porto de Maçua, governada pelo capitão português Gonçalo Ferreira, para garantir a presença de um segundo porto para manutenção das frotas portuguesas.
No porto de Maçua, estava prevista a construção de uma fortaleza por ordem do Rei D. Manuel I, projeto que foi posto de lado após a sua morte, apesar disso, em 1541 Maçua e o seu porto foram projetados por D. João de Castro, tal como foi feita uma descrição exaustiva da cidade.
O litoral da atual Eritreia, foi o que garantiu a ligação à região de Tigré onde os portugueses tinham uma pequena colónia e, portanto, a ligação ao interior etíope, aliados dos portugueses. Maçua foi também palco do desembarque de tropas de Cristóvão da Gama na campanha militar que acabaria por derrotar Adal na batalha final de Wayna Daga.

### Otomanos
A costa, o norte e os matos ocidentais da Eritreia são então dominados pelos poderes árabes e logo também pelos otomanos, enquanto que o cristianismo permanece no planalto, onde vários reinos e dinastias rivais pretendiam afirmar e expandir o seu poder e, ao mesmo tempo, prevenir a dominação dos vizinhos muçulmanos que conhecem o país como Abissínia.
Os otomanos conseguiram conquistar o nordeste da atual Eritreia nas duas décadas seguintes, uma área que se estendia de Massawa a Swakin no Sudão. O território tornou-se uma governadoria otomana, conhecida como Eialete de Habexe. Massawa foi a primeira capital da nova província. Quando a cidade tornou-se de importância econômica secundária, a capital administrativa logo foi transferida através do Mar Vermelho para Jeddah. Os turcos tentaram ocupar as partes altas de Medri Bahri em 1559 e retiraram-se depois de encontrar resistência e foram repelidos por Bahri Negash e as forças das montanhas. Em 1578, eles tentaram se expandir para as terras altas com a ajuda de Bahri Negash Yisehaq, que trocou de alianças devido à luta pelo poder, e em 1589 mais uma vez foram aparentemente obrigados a retirar suas forças para a costa.
Bahta Hagos foi um importante líder da resistência da Eritreia à dominação estrangeira, especificamente contra o colonialismo do norte da Etiópia e da Itália.
Os otomanos foram eventualmente expulsos no último quarto do século XVI. No entanto, eles mantiveram o controle sobre o litoral até o estabelecimento da Eritreia italiana no final de 1800.

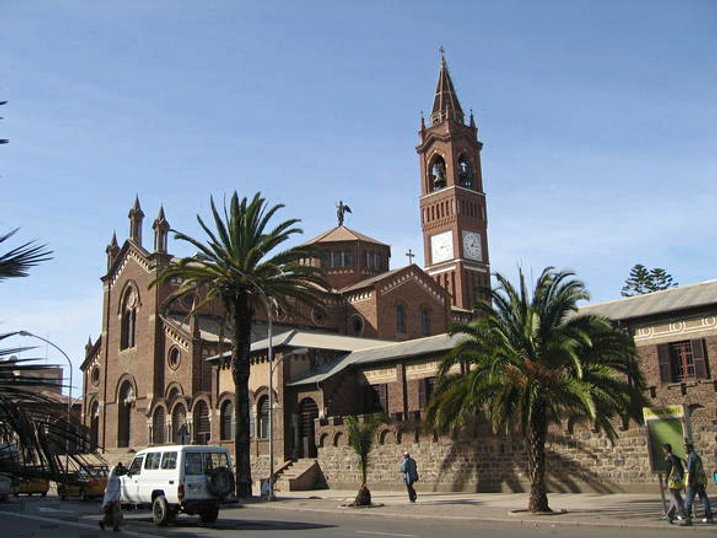
Igreja de Nossa Senhora do Rosário, construída pelos italianos, em 1923.

Em 1890 a Itália estabelece a colónia da Eritreia com as fronteiras correntes do país, dando-lhe o antigo nome latino (de origem grega) do Mar Vermelho: Mare Erythraeum. O colonialismo italiano permanece até 1942, quando os italianos a perdem durante a Segunda Guerra Mundial e o Reino Unido passa a administrar a Eritreia como seu protectorado.
Devido à pressão das potências ocidentais e a seus interesses na região, a ONU decidiu em 1952 promover uma federação entre a Eritreia e o Reino da Etiópia. Os Estados Unidos estabelecem uma base militar na capital da Eritreia com a permissão do Imperador Hailé Selassié da Etiópia. Em 1961, o Imperador declara a federação cancelada e faz da Eritreia uma província da Etiópia. Isto marcou o começo da luta de 30 anos pela independência da Eritreia. A luta é dominada nas décadas de 1960 e 1970 por uma guerrilha conservadora e muçulmana chamada FLE (Frente pela Libertação da Eritreia) com o apoio de países árabes contra o monarca cristão e pró-Americano da Etiópia. Em 1974, a Etiópia passa por uma revolução comunista trocando o apoio dos Estados Unidos e do Ocidente pelo da União Soviética e do Oriente. Culmina também o conflito interno entre os grupos eritreus que preferem a guerrilha conservadora muçulmana de FLE por um lado e a nova guerrilha marxista da FLPE (Frente pela Libertação do Povo Eritreu) pelo outro lado, que pretende unir todos os eritreus sem discriminação nem preferência. A maior parte do apoio pelo último grupo vem dos cidadãos eritreus exilados e termina vencendo a luta interna e levando o país à sua independência em 24 de maio de 1991 (militarmente) recebendo reconhecimento internacional depois de um plebiscito pela ONU em 1993. Com a cooperação de FPLE, uma coligação de guerrilhas da Etiópia conseguem também derrotar o seu governo comunista e reconhecer a independência da Eritreia.
Depois de cinco anos de paz entre Eritreia e Etiópia, os dois países entram num novo conflito destrutivo que dura de 1998 até 2000, desta vez por razões fronteiriças. A Corte Permanente de Arbitragem na Haia determina de novo uma interpretação dos acordos muito detalhados e quase centenários datando da época colonial, sobre a fronteira, chegando a uma decisão em Abril de 2002 aceita pela Eritreia mas não aceita pela Etiópia. Portanto a ameaça de guerra ainda persiste e a fronteira é atualmente patrulhada pelos capacetes azuis.
Em 9 de julho de 2018, o presidente da Eritreia e o primeiro-ministro etíope formalizaram um acordo de paz depois de 20 anos de conflito fronteiriço entre os dois países.

## Política

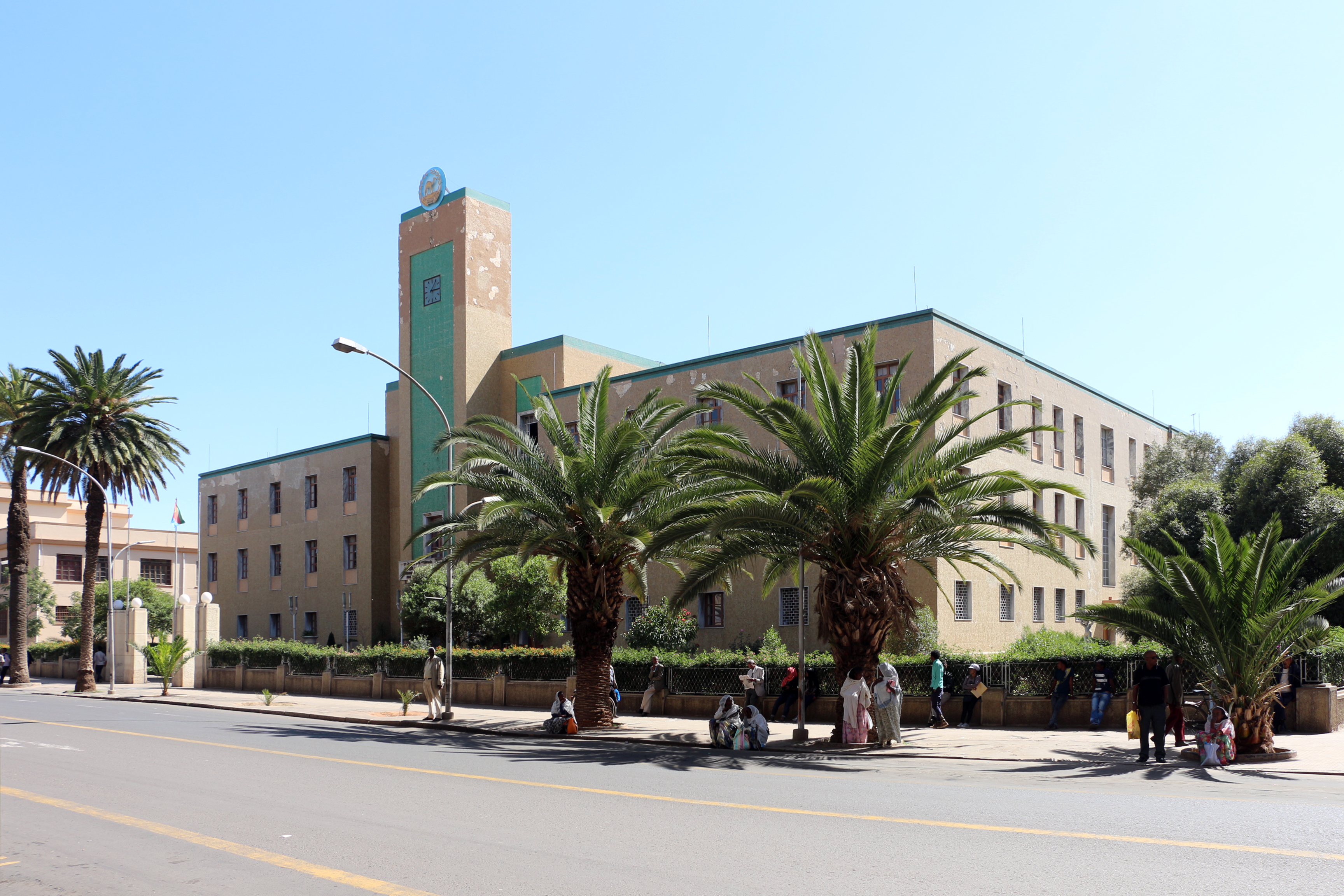
Prédio do governo da Eritreia, em Asmara.

A Eritreia é um Estado unipartidário, governado pela Frente Popular por Democracia e Justiça (FPDJ). Outros grupos políticos não estão autorizados a se organizar, embora a não implementada Constituição de 1997 prevê a existência de uma política pluripartidária. A Assembleia Nacional tem 150 assentos, dos quais 75 são ocupados pelo FPDJ. Eleições nacionais têm sido, periodicamente, agendadas e, posteriormente, canceladas; nunca houve eleições no país. Fontes locais independentes de informações políticas nas políticas domésticas eritreias são escassas; em setembro de 2001, o governo encerrou as atividades de todas as empresas privadas da nação; críticos do governo da mídia e da imprensa foram presos e detidos sem julgamento, de acordo com vários observadores internacionais, incluindo a Human Rights Watch e a Anistia Internacional. Em 2004, o Departamento de Estado dos Estados Unidos declarou a Eritreia um País de Preocupações Específicas (PPE) pela sua intensa perseguição religiosa.

### Eleições nacionais
As Eleições Nacionais Eritreias foram anunciadas para serem realizadas 1995 e depois adiada até 2001; foi então decidido que porque 20% das terras da Eritreia estava sob ocupação, as eleições seriam adiadas até a resolução do conflito com a Etiópia. No entanto, eleições locais continuaram na Eritreia. As mais recentes eleições locais foram realizadas em maio de 2004. Em outras eleições, o Chefe-do-Estado-Maior, Yemane Ghebremeskel, disse:
A comissão eleitoral está a lidar com estas eleições, desta vez de modo que tenha um novo elemento neste processo. A Assembleia Nacional também encarregou a Comissão Eleitoral para definir a data para as eleições nacionais, assim sempre que a comissão eleitoral definir a data, haverá eleições nacionais. Isto não depende das eleições regionais.— Yemane Ghebremeskel

### Relações exteriores

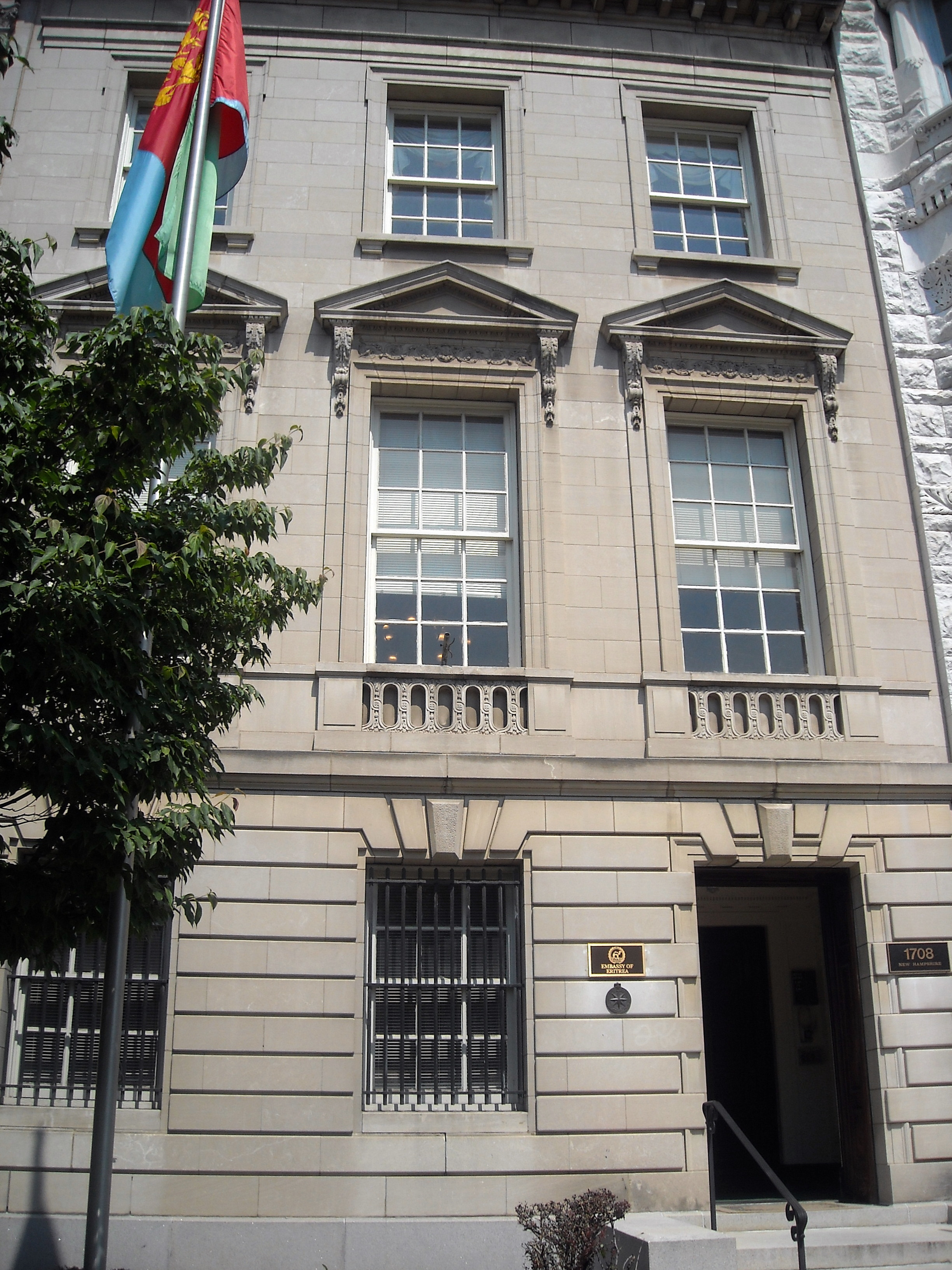
Embaixada da Eritreia nos Estados Unidos, em Washington D.C.

A Eritreia é membro da União Africana (UA), a organização sucessora da Organização da Unidade Africana (OUA) e é um membro observador da Liga Árabe. Porém o país afastou sua representatividade na UA em protesto à falta de liderança na implementação da demarcação da fronteira entre a Eritreia e a Etiópia. A relação da Eritreia com os Estados Unidos é complicada. Embora as duas nações tenham relações próximas de trabalho na atual guerra contra o terrorismo, tem havido uma crescente tensão em outras áreas. A relação da Eritreia com a Itália e a União Europeia tornou-se igualmente tensa em muitas áreas nos últimos três anos. A Eritreia também tem tensas relações com todos os seus vizinhos: Sudão, Etiópia, Iémen, Somália e Djibuti. Em 2007, a Etiópia expulsou sete diplomatas noruegueses, alegando que: "Os soldados da Eritreia são financiados integralmente pela Noruega. Ao apoiar àqueles que destroem os processos de paz em nosso país vizinho, a Noruega prejudica o trabalho de paz do governo etíope."
A Eritreia quebrou relações diplomáticas com o Sudão em dezembro de 1994. Esta ação foi tomada após um longo período de crescentes tensões entre os dois países, devido a uma série de incidentes transfronteiriços envolvendo o Jihad Islâmico Eritreu (JIE). Embora os ataques não representem um ameaça para a estabilidade do governo da Eritreia (os infiltrados geralmente têm sido mortos ou capturados pelas forças do governo), os eritreus acreditavam que a Frente Islâmica Nacional (FIN) de Cartum, pudesse ajudar, treinar e armar os insurgentes. Após vários meses de negociações com os sudaneses para tentar terminar as incursões, o governo da Eritreia concluiu que o FIN não tinha a intenção de mudar sua política e rompeu relações com o país. Posteriormente, o governo eritreu organizou uma conferência de líderes da oposição do governo do Sudão, em junho de 1995, no esforço de ajudar a oposição a se unir e oferecer uma alternativa credível ao atual governo de Cartum. A Eritreia retomou as relações diplomáticas com o Sudão em 10 de dezembro de 2005. Desde então, o Sudão acusou a Eritreia, junto com Chade, de apoiar os rebeldes.
A fronteira não delineada com o Sudão representa um problema para as relações exteriores da Eritreia. Uma delegação de alto nível do Ministério de Assuntos Exteriores da Eritreia com o Sudão está sendo normalizada. Enquanto a normalização continua, a Eritreia tem sido reconhecida como uma mediadora da paz entre facções separatistas da guerra civil sudanesa. "É sabido que a Eritreia desempenhou um papel de trazer um acordo de paz entre os sudaneses do sul e o Governo", enquanto o governo sudanês e a Frente Leste têm requisitado a Eritreia para mediar negociações da paz.
Uma disputa com o Iémen sobre as Ilhas Hanish, em 1996, resultou em uma breve guerra. Como parte de um acordo de cessar as hostilidades, as duas nações concordaram em submeter a questão à Corte Permanente de Arbitragem de Haia. Na conclusão do processo, ambas as nações concordaram com a decisão. Desde 1996, os dois governos mantiveram-se desconfiantes um do outro, mas as relações estão sendo relativamente normais.
A fronteira não delineada com a Etiópia é a questão externa principal da Eritreia. Isto levou a uma longa e sangrenta guerra fronteiriça, que decorreu de 1998 a 2000. Como resultado, a Missão das Nações Unidas na Etiópia e na Eritreia (MNAEE) ocupa uma área de 25 km por 900 km na fronteira para ajudar a estabilizar a região. Desentendimentos após a guerra resultaram em um impasse pontuado por períodos de tensão elevada e novas ameaças de guerra. Em abril de 2002, a Etiópia e a Eritreia assinaram o Acordo de Argel, no qual eles concordaram em haver uma fronteira comum, elaborada por uma comissão independente, em Haia, sob os auspícios da Organização das Nações Unidas.
O que ainda faz com que haja um impasse entre a Eritreia e a Etiópia é o fracasso do segundo em respeitar a decisão de delimitação de fronteiras e renegar o seu compromisso de demarcação. O impasse levou o presidente da Eritreia a pedir urgência à ONU e tomar medidas sobre a Etiópia. Este pedido é descrito nas Onze Cartas enviadas ao Presidente do Conselho de Segurança das Nações Unidas. A situação é ainda piorada pelo esforço contínuo dos líderes da Eritreia e da Etiópia de apoiar a oposição de seu país rival.
A União Africana exigiu a aplicação de sanções sobre a Eritreia, acusando o país de apoiar os insurgentes na Somália.

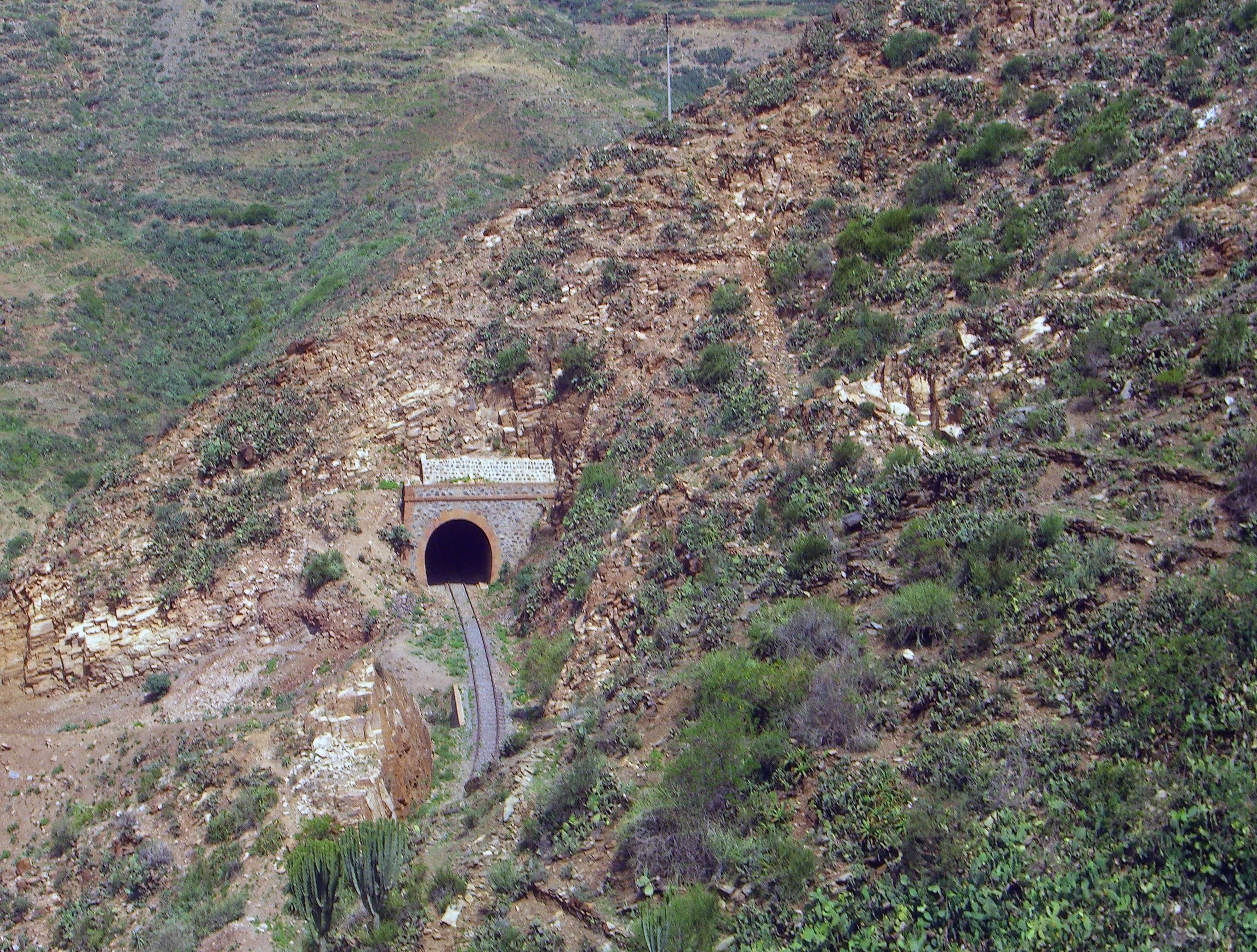
Um túnel de trem no Planalto da Eritreia.

## Subdivisões
A Eritreia é dividia em seis regiões (zobas) e subdividida em distritos (sub-zobas). A extensão geográfica das regiões é baseada em suas respectivas propriedades hidrológicas. Por parte do governo da Eritreia, há duas intenções nisto: proporcionar a cada administração um controle suficiente sobre a sua capacidade agrícola, e eliminar os conflitos históricos intra-regionais.
|   |                           | Região    | Capital | Área    | População (est. 2005) |
| - | ------------------------- | --------- | ------- | ------- | --------------------- |
| 1 | Central                   | Asmara    | 1 300   | 675 700 |                       |
| 2 | Sul                       | Mendefera | 8 000   | 952 100 |                       |
| 3 | Gash-Barka                | Barentu   | 33 200  | 708 800 |                       |
| 4 | Anseba                    | Keren     | 23 200  | 549 000 |                       |
| 5 | Mar Vermelho Setentrional | Maçuá     | 27 800  | 635 300 |                       |
| 6 | Mar Vermelho Meridional   | Assab     | 27 600  | 83 500  |                       |

## Geografia

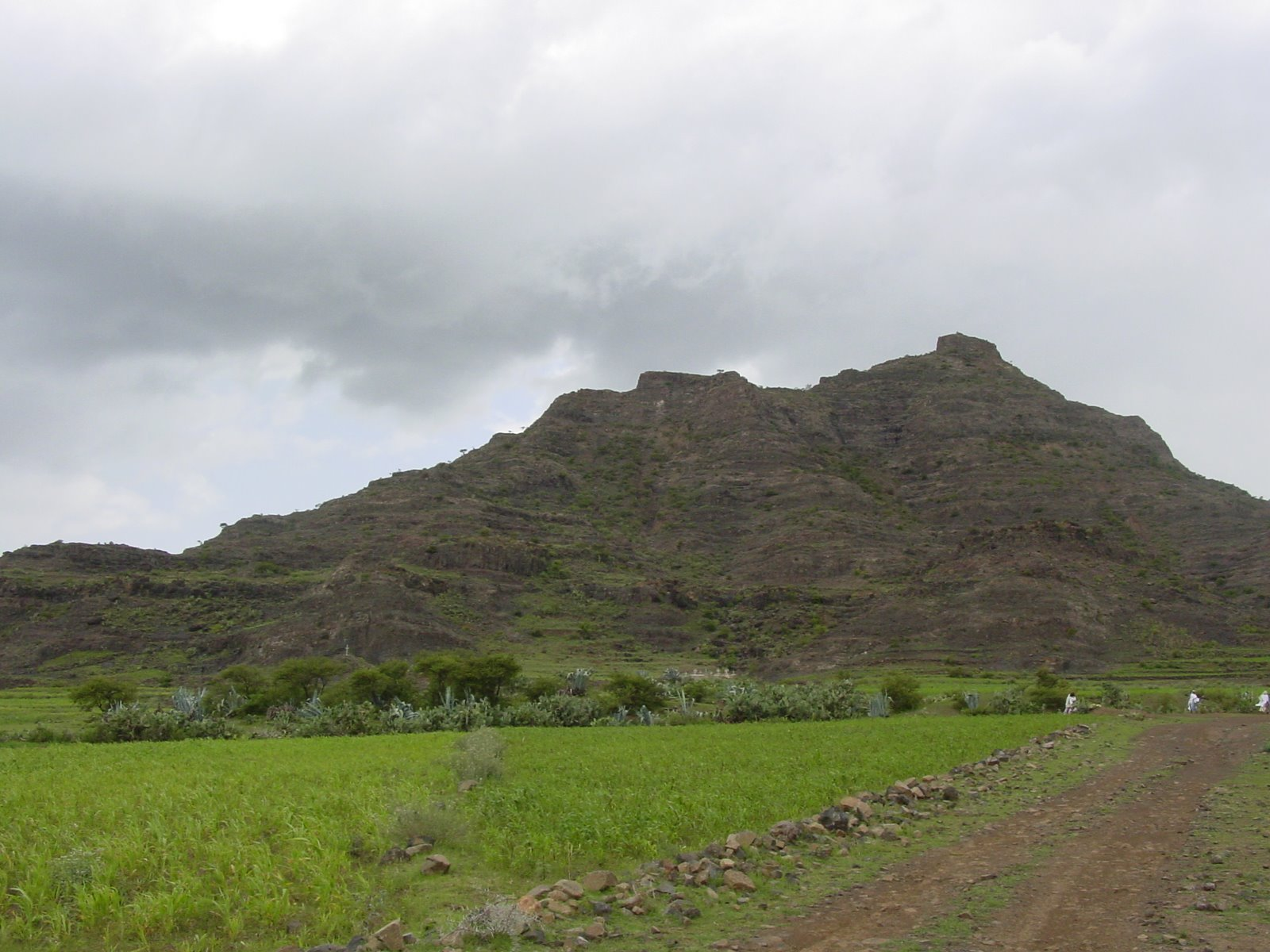
Terras altas da Eritreia.

A Eritreia situa-se no Corno de África, e tem litoral a nordeste e o Mar Vermelho ao leste. O país é virtualmente dividido em duas partes por uma das cordilheiras mais longas do mundo, o Grande Vale do Rift, com terras férteis a oeste e a parte baixa e desértica no leste. Ao largo da linha costeira arenosa e árida situam-se as ilhas Arquipélago de Dalaque, um arquipélago dotado de zonas pesqueiras. A terra para sul, nas terras altas, é um pouco menos seca e mais fresca. A Eritreia, ao extremo sul do Mar Vermelho, é o berço da confluência do Rift.
O Triângulo de Afar é a provável posição de uma ligação tripla onde três placas tectônicas estão separando uma de outra: a Placa Arábica, e as duas partes da Placa Africana (a Núbia e a Somali) partindo ao longo da Zona do Rift do Leste Africano (USGS). O ponto mais elevado do país, o monte Emba Soira, situa-se no centro da Eritreia e atinge 3018 m de altitude. Em 2006 a Eritreia anunciou que se tornaria o primeiro país a transformar o seu litoral inteiro numa zona ambientalmente protegida. A linha costeira de 1347 km, junto com outros 1 946 km de litoral ao redor das suas mais de 350 ilhas, estarão sob proteção governamental. A Eritreia tem 4 principais regiões fisiográficas: a planície costeira do mar Vermelho; o planalto centro-sul, que forma o núcleo do país; as colinas das áreas norte e centro-oeste; e os amplos planaltos ocidentais.
A costa do Mar Vermelho estende-se por mais de mil km, e é dessa água que deriva o nome do país (erythrós, em grego é "vermelho"). A oeste, a planície costeira eleva-se subitamente para o planalto, onde as altitudes vão de 1 830 a 2 440 metros acima do nível do mar e a pluviosidade é significativamente maior que no litoral. As terras das colinas ao norte e oeste do centro do planalto vão de 760 a 1 370 m acima do nível do mar, e geralmente recebem menos chuva do que o planalto. As amplas planícies ficam a oeste do rio Barka e ao norte do rio Setit. As cidades principais são a capital, Asmara, a cidade portuária de Assab a sudeste, e as cidades de Maçuá e Keren.

### Relevo e clima

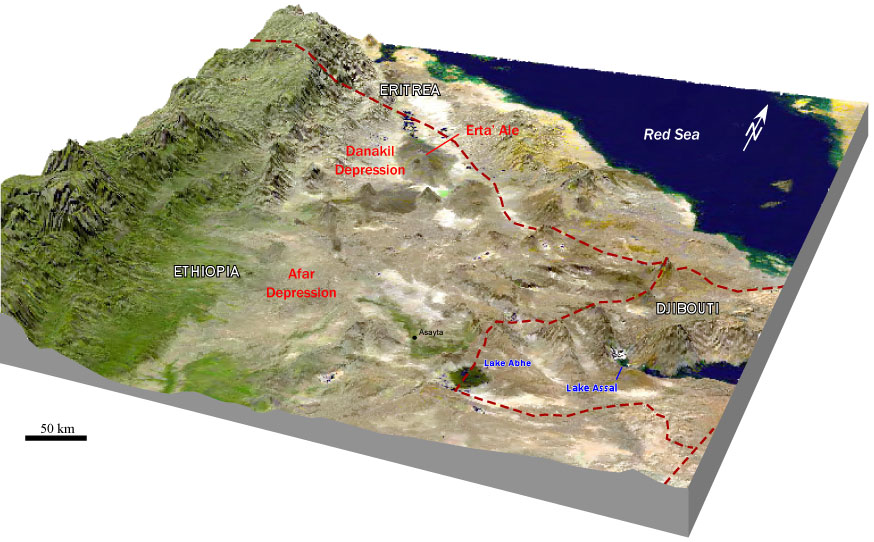
Perspectiva da depressão de Afar e arredores, gerada por um programa em landsat sobre um modelo digital de elevação.

O território da Eritreia é constituído de um trecho setentrional do maciço da Etiópia, ladeado por baixadas a leste e a oeste. A planície oriental, de 16 a 80 km de largura, abrange a depressão de Danakil e é marcadamente delimitada por uma escarpa do maciço. No lado oeste, cortado por gargantas formadas pelos rios que correm ao direção ao Sudão, a altitude diminui gradualmente a partir do maciço. As condições climáticas variam bastante até mesmo entre regiões próximas. Mitsiwa ou Massawa, a cidade porto eritreia esta a 6 metros acima do nível do mar, tem temperatura média anual de 30 °C e precipitação pluviométrica anual de 200 mm, enquanto Asmara, situada a apenas 65 km de distância, mas a uma altitude de 2 325 m, registra 17 °C e 533 mm.

### Hidrografia
Os principais rios da Eritreia são o Anseba e Barka que correm em direção ao norte; os rios Marebe e Tekezé, na fronteira com a Etiópia, correm em direção a oeste dentro do Sudão. O curso superior do rio Marebe é conhecido como o rio Mereb. Estes rios são temporários e não permanentes. Eles não correm em uma base regular, mas alimentado por chuvas estacionais chamadas azmera y kremti.

### Flora e fauna

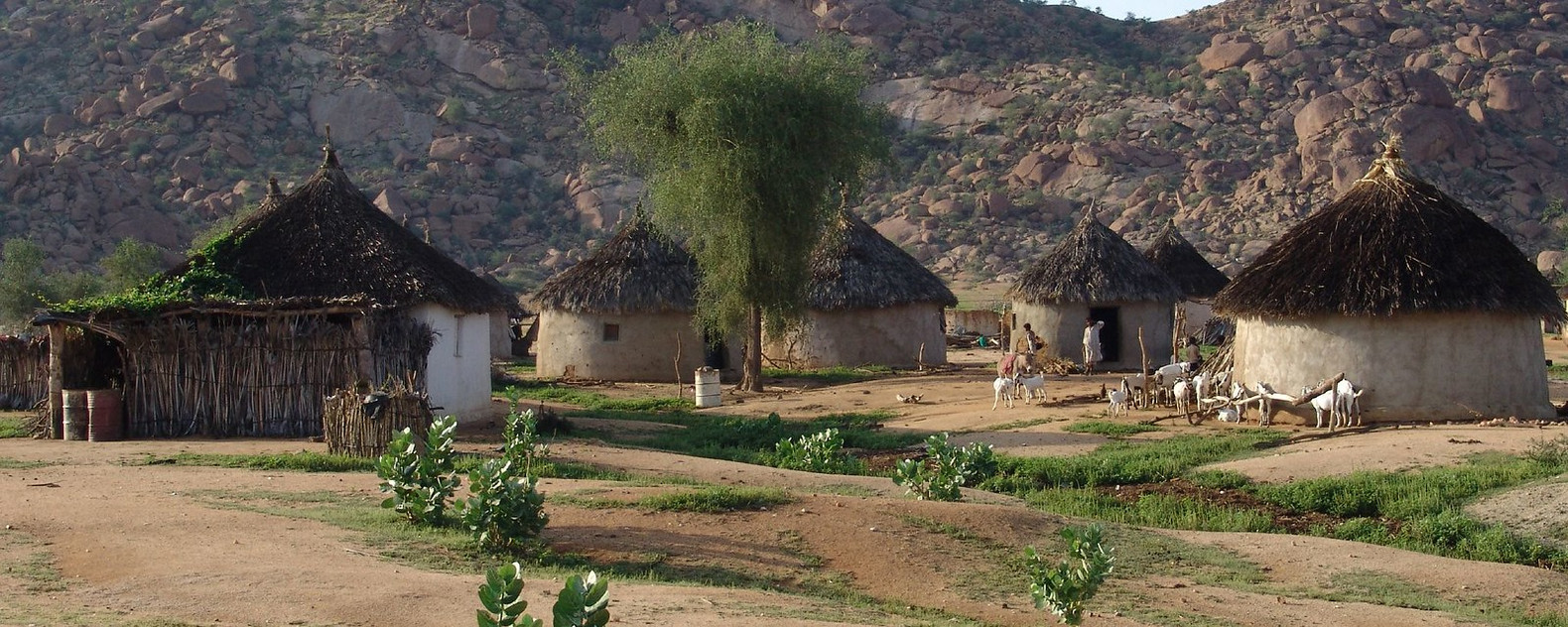
Casas na região Marebe-Barka da Eritreia.

O território eritreu é revestido por três tipos de formações vegetais:
- Savana de gramíneas: Do litoral norte até o extremo sul do país, na fronteira com Djibuti. Outra exceção inclui o extremo leste do país, na fronteira entre o Sudão e a Etiópia;
- Floresta de altitude: nas províncias de Anseba, Gash-Barka, Debub e Maakel;
- Savana arbórea e vegetação de áreas secas: nas províncias de Gash-Barka e Anseba.

Embora a girafa e o mandril sejam extintos na Eritreia, há populações de leão, leopardo, zebra, as espécies de macaco, gazela, antílope e elefante. As áreas litorâneas abrigam muitas espécies de tartaruga, lagosta e camarão. A vida vegetal inclui acácia, cacto, aloe vera, opuntia e oliveiras.
A Eritreia, antigamente, tinha uma larga população de elefantes. Os Reinos ptolemaicos do Egito usavam o país como fonte de elefantes de guerra no século III a.C.. Entre 1955 e 2001 não foram relatados vistos de manadas de elefantes, e muitos acham que os elefantes tenham sido vítimas da guerra de independência. Em dezembro de 2001 uma manada de cerca de 30 elefantes, incluindo 10 filhotes, foi observada nas proximidades do rio Marebe. Os elefantes formaram uma relação simbiótica com babuíno-anubis. É estimado que haja cerca de 100 elefantes vivendo na Eritreia, os mais setentrionais dos elefantes da África Oriental. O Cão-Caçador-Africano, espécie ameaçada de extinção foi encontrado na Eritreia, mas hoje em dia é considerado extinto em todo o país.
Em 2006, o país anunciou que se tornaria o primeiro a transformar seu litoral numa zona ambientalmente protegida. A linha costeira de 1 347 km, junto com outros 1 946 km de litoral ao redor de suas ilhas, estarão sob proteção governamental.

## Economia

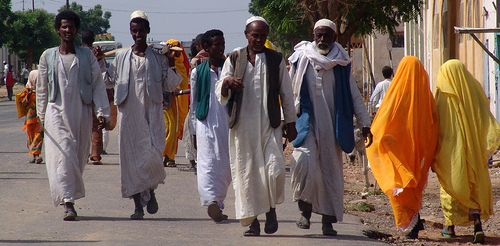
Homens e mulheres eritreus em Agordat.

Como as economias de muitas outras nações africanas, a economia da Eritreia é largamente baseada na agricultura de subsistência, com 80% da população trabalhando na agricultura ou na pecuária. As secas que invadem a região criaram muitas dificuldades nas áreas agrícolas.
A Guerra Etíope-Eritreia afetou severamente a economia do país. O crescimento do Produto Interno Bruto (PIB), em 1999, caiu em menos de 1%, e o PIB total diminuiu 8,2% em 2000. Em maio de 2000, a ofensiva etíope na região sul da Eritreia causou danos materiais e perdas de mais de US$ 600 milhões, incluindo perdas de US$ 225 milhões na pecuária e no aparo de 55 000 casas. O ataque impediu o plantio de culturas na região mais produtiva da Eritreia, causando uma queda na produção de alimentos em 62%.
Mesmo durante a guerra, a Eritreia desenvolveu sua infra-estrutura de transporte, asfaltando novas estradas, melhorando seus portos, e reparando as rodovias e pontes danificadas pela guerra, como parte do Programa de Warsay Yika'alo. O mais significante desses projetos foi a construção de uma estrada costeira de mais de 500 km, ligando Massawa com Asseb, bem como a reabilitação da Ferrovia da Eritreia. A linha férrea hoje funciona entre o porto de Massawa e da capital Asmara.
O futuro econômico da Eritreia permanece misto. A cessação do comércio com a Etiópia, que principalmente usava os portos eritreus antes da guerra, deixa Eritreia com um grande buraco econômico para preencher. O futuro econômico da Eritreia depende da sua capacidade de dominar problemas sociais como o analfabetismo e baixos níveis de proficiência.
Em 6 de maio de 2008, a Eritreia tornou-se o local no mundo onde o combustível é o mais caro. Cada galão custa US$ 9,58, a gasolina é US$ 0,85, custando um galão a mais do que o segundo país mais caro, a Noruega.

### Agricultura, Silvicultura e Pesca
Em 2003, a agricultura empregava quase 80% da população, mas contava em apenas 12,4% do produto interno bruto (PIB) da Eritreia. O setor agropecuário é dificultado pela ausência de equipamentos e técnicas agrícolas modernas, chuvas irregulares, solos esgotados, e falta de serviços financeiros e investimento. Os principais produtos agrícolas são: a cevada, feijões e lintéis, produtos lácteos, carne, milho, couro, sorgo, teff, e trigo. O deslocamento de 1 milhão de eritreus como resultado da guerra com a Etiópia, múltiplos anos em seca, e a presença generalizada de minas terrestres têm desempenhado um papel importante no declínio da produtividade do setor agrícola. Atualmente, quase um quarto das terras mais produtivas do país permanece desocupada por causa efeitos nefastos da guerra com a Etiópia (1998-2000). Em 2005, a produção nacional de alimentos deve fornecer menos de 20% da demanda interna e estima-se que haverá entre 1,7 e 2,2 milhões de pessoas dependentes da ajuda humanitária para atender às necessidades alimentares básicas.
Em 2019, as principais culturas da agricultura do país eram, na seguinte ordem de volume: sorgo (140 mil toneladas), legumes (67 mil toneladas), cevada (65 mil toneladas), cereais (31 mil toneladas), raízes e tubérculos (27 mil toneladas), trigo (25 mil toneladas), milhete (25 mil toneladas), milho (20 mil toneladas) e gergelim (5 mil toneladas). A economia do país é extremamente dependente da pecuária, embora a mesma seja muito pequena. A Eritréia produziu, em 2019: 120 milhões de litros de leite de vaca; 18 milhões de litros de leite de cabra; 13 milhões de litros de leite de ovelha; 12 milhões de litros de leite de camela; 22 mil toneladas de carne bovina; 6,7 mil toneladas de carne de cordeiro; 6 mil toneladas de carne de cabra; 3 mil toneladas de carne de camelo; entre outros. As exportações do país são quase inexistentes.  As maiores exportações de produtos agropecuários processados do país em termos de valor, em 2019, foram: pimenta (U$ 786 mil), cerveja (U$ 305 mil), cravo-da-índia (U$ 150 mil), frutas secas (U$ 80 mil), feijão (U$ 75 mil) e bebidas destiladas (U$ 65 mil), entre outros.
Embora a silvicultura não seja uma atividade econômica significante na Eritreia, as florestas cobrem 1 585 000 hectares (3 916 000 acres) de sua área, o equivalente a 13,5% do total da área terrestre do país. A produção total de toras em 2004 ocupou um espaço de 1 266 000 m³, quase todas elas destinadas à produção de combustíveis. Desde 1993, o exército da Frente de Libertação Popular da Ertireia esteve envolvido no plantio arbóreo; a taxa média anual de desflorestação, durante a década de 1990, foi de 0,3 %.
Dados fiáveis da extensão e do valor da indústria pesqueira na Eritreia são difíceis de se obter. No entanto, o longo litoral da Eritreia claramente oferece oportunidade para uma expansão significativa da indústria da pesca. A Eritreia exporta peixes e pepinos do mar do Mar Vermelho para mercados europeus e asiáticos, e há esperança da construção de um novo aeroporto de capacidade para jatos em Massawa, bem como a reabilitação de portos, o que apoiaria o aumento das exportações de mariscos de alto valor. Em 2002, as exportações chegaram a cerca de 14 000 tons, porém o maior rendimento estável é estimado a ser, no futuro, de 80 000 tons. Investidores italianos e neerlandeses construíram uma fábrica de processamento de pescados em 1998 que agora exporta 150 tons de peixes congelados a cada mês para o Reino Unido, Alemanha, e o Países Baixos. As tensões com o Iémen sobre direitos de pesca no Mar Vermelho e as difíceis relações da Eritreia com outras nações pode dificultar ainda mais o desenvolvimento da indústria.

### Mineração
Os depósitos minerais substanciais da Eritreia são largamente inexplorados, como consequência da guerra com a Etiópia. De acordo com o governo eritreu, a mineração artesanal, em 1998, coletou 573,4 km de ouro. É estimado que a Eritreia tenha 14 000 km do total de reservas de ouro. Observadores ocidentais também notaram o excelente potencial do país para a extração de mármore e granito. Em 2001, 10 companhias de mineração (incluindo firmas canadenses e sul-africanas) obtiveram licenças de explorar diversos minerais na Eritreia. O governo eritreu está em um processo de realização de um levantamento geológico para utilizar investidores com potencial no setor da mineração. A presença de centenas de milhares de minas terrestres na Eritreia, especialmente ao longo da fronteira com a Etiópia, representa um sério obstáculo ao futuro do desenvolvimento do setor mineralógico.

### Indústria e fábricas

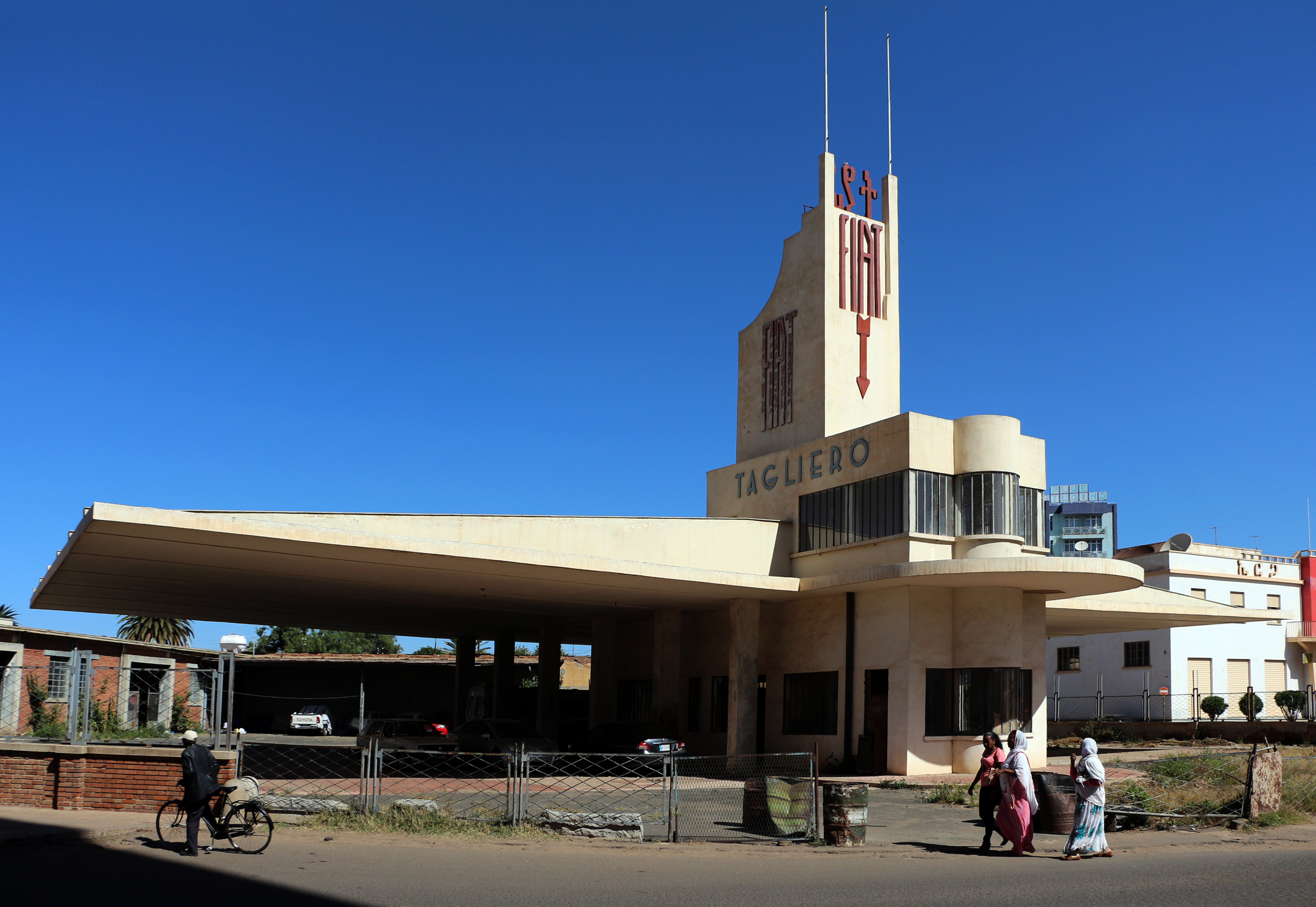
O edifício Fiat Tagliero, em Asmara, uma estação de serviços da empresa italiana FIAT, de estilo futurista, concluída em 1938.

A Etiópia nacionalizou as 42 maiores fábricas da Eritreia e, sistematicamente, desmantelou o setor industrial eritreu durante a longa guerra civil. No final da guerra, no entanto, toda a produção parou. A plantação foi, geralmente, ineficiente, e muitas dessas indústrias requeriam investimentos significantes para atingir a produtividade. Itens manufaturados em 2002 incluem: bebidas, alimentos processados, tabaco, couro, tecidos, produtos metálicos, químicos, imprensa, minerais não metálicos, materiais de construção, sal, papel, e fósforos. O governo solicitou a privatização destas empresas, e fez incentivos, tais como isenções de imposto de renda, tratamento preferencial na concessão de divisas para as importações, e provisões para remessa de divisas ao exterior. Em 2002, houve aproximadamente 2 000 companhias manufatureiras operando no país.
A indústria petrolífera tem potencial, com os maiores depósitos de petróleo situados debaixo do Mar Vermelho. Em 2001, a companhia norte-americana CMS Energy assinou um acordo de exploração com a Eritreia, pela exploração no Bloco Dismin, na parte nordeste do país. Devido aos elevados custos de exploração, a única refinaria de petróleo do país, em Assab, foi fechada em 1997. Ela tinha uma capacidade de refinar 18 000 barris por dia. A indústria de construção civil está crescendo, com projetos que vão desde a construção e ampliação de usinas de energia, estradas, aeroportos, barragens, restauração de portos marítimos, e a construção de escolas e hospitais.
Em 2005, a indústria teve uma participação de 26,3% no PIB eritreu; o setor de serviços foi o maior, com uma participação de 65% na economia; a agricultura foi o setor menos importante (com apenas 8,7% de participação no PIB), mas foi, de longe, a que mais empregou trabalhadores (80% da força de trabalho total do país). Indústrias recentes incluem: processamento de alimentos, vestuário e tecidos, sal, cimento, e reparação de navios comerciais.

### Prestação de serviços
A prestação de serviços em 2003 contou em 62,4% do produto interno bruto. Os serviços financeiros, a maior parte do setor de serviços, principalmente, são prestados pelo Banco Nacional da Eritreia (o banco central da nação), do Banco Comercial da Eritreia, O Banco de Habitação e Comércio da Eritreia, o Banco de Agricultura e Industrial da Eritreia, o Banco de Investimentos e Desenvolvimento da Eritreia, e a Corporação de Seguros da Eritreia, todas maioritariamente próprias do governo e do partido no poder.

### Turismo
A pobreza da Eritreia, a presença de um grande número de minas terrestres, e as tensões contínuas entre a Eritreia e os países vizinhos dissuadiram o desenvolvimento de uma indústria turística na Eritreia. De acordo com a Organização Mundial de Turismo, as receitas internacionais do turismo em 2002 no país foram de apenas US$ 73 milhões (comparada a US$ 730 milhões da Tanzânia).

## Demografia

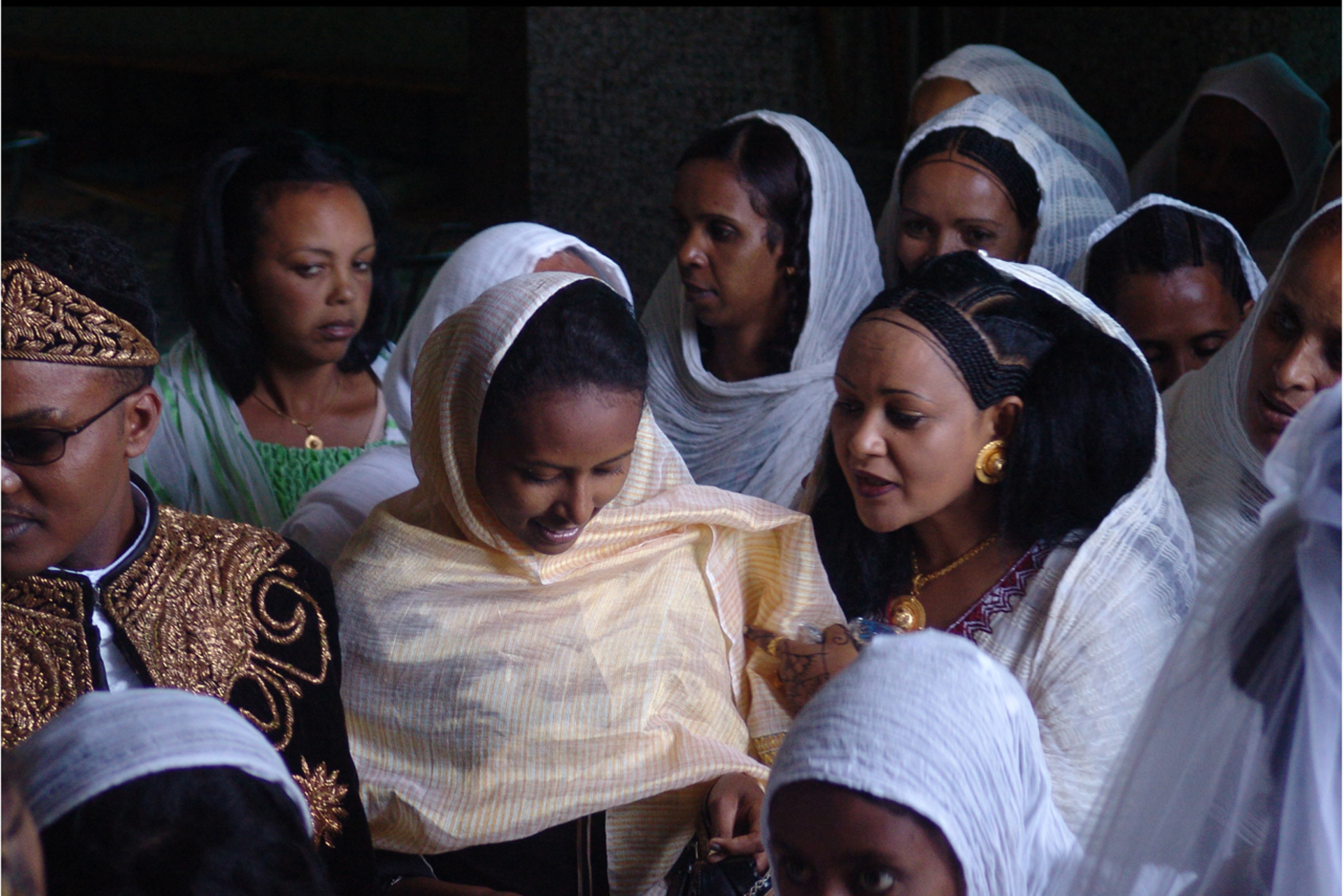
Um casamento na Eritreia.

A sociedade eritreia é etnicamente heterogênea. Um censo independente ainda está para ser conduzido, porém o povo tigrínio e o povo tigré, juntos, perfazem cerca de 80% da população. Eles formam a população predominante no pais, os semitas. O resto da população é de grupos afro-asiáticos, como o saho, hedareb, afar, e bilen. Estes povos são falantes das línguas cuchíticas; há relatos que estes povos sejam os habitantes mais antigos do Chifre da África. Há também um número de povos nilotas, que são representados na Eritreia pelos Kunama e pelos Nara. Cada etnia fala um idioma nativo diferente mas, geralmente, muitas das minorias falam mais de um idioma. Há uma minoria de tigrínios etíopes e de eritreus italianos ou ítalo-eritreus, que estão concentrados em Asmara e cuja religião maioritária é o catolicismo de rito latino. A cidadania, geralmente, é concedida em função do matrimônio ou, mais raramente, conferida pelo próprio Estado.
A nacionalidade mais recente a aparecer na Eritreia é a rashaida. Os rashaida se mudaram para a Eritreia no século XIX da Costa Arábica. Alguns rashaida casaram-se com os clãs tigré e beja, e são geralmente nômades, tendo uma população no país de aproximadamente 61 000, menos de 1% da população. Grupos étnicos com pouca população têm pouca influência na vida na Eritreia.

### Idioma

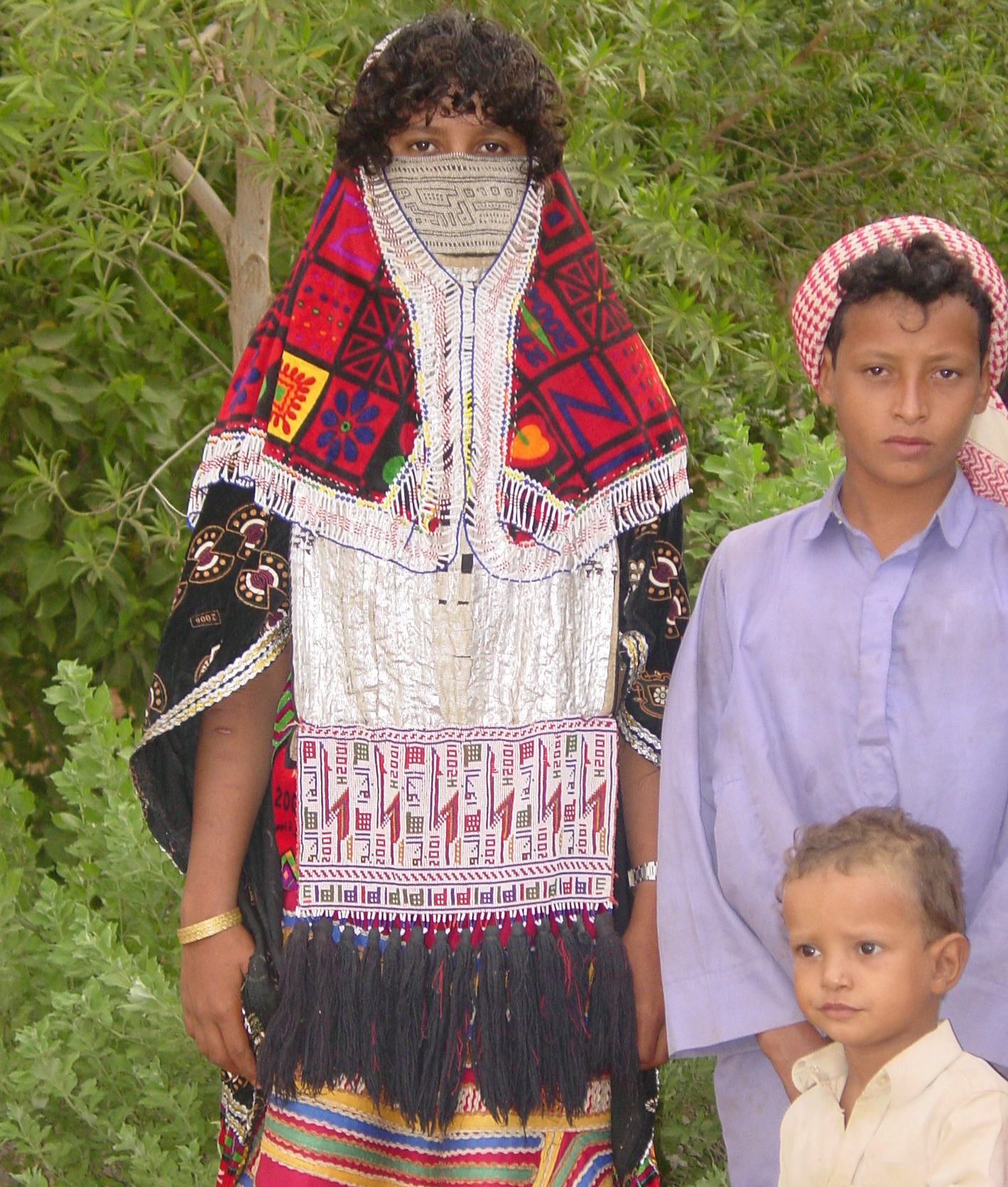
Criança rashaida nas planícies da Eritreia.

Muitos idiomas são falados na Eritreia hoje em dia. Não há um idioma oficial, como tal, a Constituição estabelece a "igualdade de todas os idiomas da Eritreia", porém o tigrínio e o árabe são os dois idiomas predominantes para propósitos oficiais. O italiano e o inglês são também largamente compreendidos. A maioria dos idiomas falados na Eritreia derivam dos ramos semítico e chuchíticos da família afro-asiática. As línguas semíticas na Eritreia são: tigré, tigrínia, a mais nova reconhecida dalique e o árabe (falado nativamente pelos árabes rashaida); estes são os principais idiomas falados, empregados por aproximadamente 80% da população. As línguas cuchíticas na Eritreia são muito numerosas, incluindo as línguas afar, beja, blin e saho. O kuama e nara também são falados no país e pertencem à família linguística nilo-saariana. O inglês é falado pelos eritreus considerados "mais educados" e é um legado da ocupação britânica. O amárico é falado pelos eritreus mais velhos considerados 'educados', antes da independência e aqueles que viveram na Etiópia. O italiano é uma herança dos tempos coloniais.

### Religião

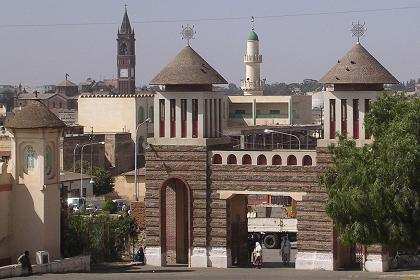
Igreja Ortodoxa Enda Mariam, Igreja católica de Nossa Senhora do Rosário, e Mesquita de Al Khulafa Al Rashiudin (no primeiro plano, à esquerda e à direita, respectivamente), na capital Asmara.

Embora não existam estatísticas confiáveis, estima-se que a Eritreia tenha duas religiões dominantes, o Islã e o Cristianismo, com aproximadamente metade da população seguindo uma das duas religiões. Muitos dos muçulmanos seguem o sunismo islâmico.
Em 2007, cerca de 30% da população era filiada na Igreja Ortodoxa Eritreia Tewahido, que é uma igreja oriental ortodoxa não calcedoniana local. Cerca de 13% da população era católica romana (na sua maioria de rito oriental), enquanto grupos que constituíam menos de 5% da população incluem os protestantes, os Adventistas do Sétimo Dia, as Testemunhas de Jeová, os budistas, os hindus e os Baha'is. Cerca de 2% da população praticava religiões tradicionais indígenas.
| Religião na Eritreia | Religião na Eritreia | Religião na Eritreia | Religião na Eritreia | Religião na Eritreia |
| -------------------- | -------------------- | -------------------- | -------------------- | -------------------- |
| Religião             |                      |                      | % aprox.             |                      |
| Islão                | Islão                |                      | 49,22%               | 49,22%               |
| Cristianismo         | Cristianismo         |                      | 47,26%               | 47,26%               |
| Agnosticismo         | Agnosticismo         |                      | 2,86%                | 2,86%                |
| Crenças tribais      | Crenças tribais      |                      | 0,62%                | 0,62%                |
| Outras               | Outras               |                      | 0,05%                | 0,05%                |

Desde maio de 2002, o governo da Eritreia oficialmente reconheceu a Igreja Ortodoxa Eritreia Tewahido, o Sunismo Islâmico, o Catolicismo, e a igreja Evangélica Luterana. Todas as outras religiões e denominações estão sujeitas a um processo de registro. Entre outras coisas, o sistema de registro do governo exige que os grupos religiosos enviem informações pessoais sobre seus membros para serem autorizados a segui-la. As poucas organizações que cumpriram todos os requisitos de registro ainda não receberam reconhecimento oficial.
As Testemunhas de Jeová, a Fé Bahá'í, a Igreja Adventista do Sétimo Dia, e inúmeras outras denominações religiosas não são registradas e não podem prestar suas atividades religiosas livremente. Elas foram efetivamente banidas, e foram tomadas medidas contra seus adeptos. Muitos foram presos por meses ou até mesmo anos. Dentre as Testemunhas de Jeová, 54 estão presos, sendo que três deles (Paulos Eyassu, Isaac Mogos, e Negede Teklemariam), objetores de consciência (recusaram pegar em armas), estão encarcerados desde 1994. Nenhum deles é acusado oficialmente e nem têm acesso ao processo judicial. Visitas, mesmo de familiares, não lhes são permitidas. Duas crianças, de 3 e 4 anos de idade, também estão presas junto com suas mães. Uma delas, Misghina Gebretinsae, 62 anos, presa por sem nenhuma acusação específica, morreu sob circunstâncias misteriosas durante sua detenção pelas autoridades. No relatório de liberdade religiosa de 2006, o Departamento de Estado dos Estados Unidos, pelo terceiro ano consecutivo, nomeou a Eritreia um "País de Preocupação Específica", designando-o como um dos piores violadores dos direitos religiosos do mundo.
Há um passado judeu nativo na Eritreia, concentrado em Asmara. Acredita-se que os judeus eritreus eram descendentes de um grupo de Judeus do Iêmen que atravessaram Adém no século XIX. Porém, devido sobretudo à Guerra de Independência da Eritreia (1961-1993), muitos judeus eritreus emigraram para Israel, Europa e Estados Unidos. Em 2006, só havia um único judeu nativo na Eritréia —  Sami Cohen, que era encarregado de cuidar a Sinagoga de Asmara e o cemitério judaico.

## Infraestrutura

### Saúde
O Ministério da Saúde da Eritreia é o órgão responsável pela administração e desenvolvimento da saúde no país. A Eritreia tem alcançado melhorias significativas na área, sendo um dos poucos a atingir a meta dos Objetivos de Desenvolvimento do Milênio, em particular a saúde da criança. A expectativa de vida ao nascer aumentou de 39,1 anos em 1960, para 59,5 anos em 2008, com a taxa de mortalidade infantil caindo drasticamente no mesmo período. Devido ao relativo isolamento, informações e recursos da Eritreia são extremamente limitados e, de acordo com a Organização Mundial de Saúde (OMS), constatou-se que a média de expectativa de vida é relativamente baixa. A imunização e nutrição infantil passaram a ser abordadas em estreita colaboração com as escolas, em caráter multi-sectorial. O número de crianças vacinadas contra o sarampo quase dobrou em sete anos, de 40,7% para 78,5% em 2010, e a prevalência de baixo peso entre crianças diminuiu 12% entre 1995 e 2002 (prevalência de baixo peso grave por 28%). A Unidade Nacional de Proteção contra a Malária, vinculada ao Ministério da Saúde eritreu, registrou enormes melhorias na redução da mortalidade da malária em até 85% e o número de casos em 92%, entre 1998 e 2006. O governo adotou uma política de banimento da mutilação genital feminina (MGF), alegando que a prática é dolorosa e coloca em risco a saúde e a vida das mulheres.
Entretanto, o país ainda enfrenta muitos desafios. Apesar de o número de médicos aumentar de apenas 0,2 em 1993 para 0,5 em 2004, a cada grupo de 1000 habitantes, essa proporção ainda é muito baixa. A malária e tuberculose são comuns na Eritreia. prevalência do vírus do HIV entre a população de 15 a 49 anos de idade é superior a 2%. A taxa de fecundidade é de cerca de 5 filhos por mulher, sendo que a mortalidade materna diminuiu em mais da metade entre 1995 e 2002, embora o número ainda seja alto. Da mesma forma, entre 1995 e 2002, o número de nascimentos assistidos por profissionais de saúde qualificados duplicou, mas ainda é de apenas 28,3%. Uma das principais causas de morte em recém-nascidos é a infecção. A despesa per capita com a saúde é baixa na Eritreia, levando em conta outros gastos representados em seu PIB.

### Educação
A educação da Eritreia é oficialmente obrigatória entre os 7 e 14 anos de idade. Os principais objetivos da política educacional da Eritreia é fornecer a educação básica em cada um dos idiomas do país, bem como produzir uma sociedade que é equipada com as competências necessárias para funcionar com uma cultura de auto-suficiência na economia moderna. A infraestrutura da educação é, atualmente, inadequada para preencher estes requisitos.
Há cinco níveis de educação na Eritreia: pré-primário, primário, médio, secundário, e terciário. Há aproximadamente 238 000 estudantes nos níveis de educação primário, médio e secundário. Há aproximadamente 824 escolas no país e duas universidades, a Universidade de Asmara (UoA) e o Instituto de Tecnologia da Eritreia (ITE), bem como vários colégios menores e escolas técnicas. Os atuais centros de educação terciária na Eritreia incluem: a Faculdade de Biologia Marítima, a Faculdade de Agricultura, a Faculdade de Artes e Ciências Sociais, a Faculdade de Negócios e Economia, a Faculdade de Enfermagem e Tecnologia de Saúde, tanto na ITE quanto na Universidade de Asmara.
Conforme dados de 2018, a taxa de alfabetização dos eritreus é de 76,6%, sendo maior entre homens (84,4%) do que entre mulheres (68,9%). A expectativa de vida escolar, do ensino primário ao ensino superior, é de apenas 8 anos de estudo. O governo do país não divulga o total de gastos e investimentos no setor de educação a cada ano.
Os obstáculos na educação na Eritreia incluem: tabus tradicionais, propinas (para inscrição e material), e problemas de custo das famílias de baixa renda. Estatísticas sugerem que cerca de 57% das crianças em idade escolar no país frequentam a escola primária, além de 21% destas que frequentam a escola secundária. Há uma média de 63 estudantes por classe no nível elementar e 97 por classe no nível secundário. As horas de estudo nas escolas são frequentemente inferiores a quatro horas por dia. Défices de competência são presentes em todos os níveis do sistema de educação, e o financiamento para o acesso à educação varia significantemente por sexo (com estimativas de analfabetismo muito maior nas meninas) e por localização. A taxa de analfabetismo da Eritreia é estimada de cerca de 60,5% da população. O Ministério da Educação planeja estabelecer uma universidade em cada região do país, futuramente.

## Cultura
A região que hoje se localiza a Eritreia tradicionalmente foi um nexo para o comércio em todo o mundo. Por causa disto, a influência de diversas culturas pode ser vista através da Eritreia. Hoje em dia, as influências mais óbvias na capital, Asmara, são as italianas. Ao longo de Asmara, há pequenos cafés que servem bebidas tradicionais em Itália. Lá, há uma clara concentração da influência colonial italiana com o estilo de vida tradicional tigrínio. Nas aldeias da Eritreia, essas mudanças não são tão evidentes.
Nas cidades, antes da ocupação e durante os primeiros anos, a importação de filmes de Bollywood era comum, enquanto filmes norte-americanos e italianos eram disponíveis nos cinemas do mesmo jeito. Nos anos 1980 e desde a independência, no entanto, filmes norte-americanos tornaram-se mais comuns. Disputando por uma quota do mercado, há filmes de produtores locais, que lentamente fazem crescer a indústria cinematográfica no país. A difusão global da Eri-TV trouxe imagens culturais para a grande população da Eritreia na diáspora que o país frequenta cada verão. Filmes domésticos de sucesso são produzidos pelo governo e estúdios independentes, com receitas das vendas de bilhetes, normalmente, cobrindo os custos da produção.
A vestimenta tradicional da Eritreia é bastante variada, com mulheres de etnicidades das planícies tradicionalmente vestindo com roupas coloridas, enquanto os tigrínios tradicionalmente vestem trajes brilhantes brancos. Nas etnicidades muçulmanas, apenas as mulheres de tribos árabes ou rashaida mantêm uma tradição, cobrindo seus rostos.
Os esportes mais populares no país são: futebol e corrida ciclística. Nos últimos anos, atletas eritreus aumentaram o sucesso no mundo afora.
Praticamente o único no continente africano, há o Tour da Eritreia, cuja primeira corrida foi criada pelos italianos em 1946. O Tour é uma corrida de bicicleta das quentes praias desérticas de Massawa, até a estrada das montanhas, com os vales precipitados e as falésias da capital Asmara. De lá, eles continuam a descer as planícies orientais da zona Marebe-Barka, apenas para retornar a Asmara ao sul. Este é, de longe, o esporte mais popular da Eritreia.

### Cerimônia do café
Uma das partes mais conhecidas da cultura da Eritreia  é a 'cerimônia do café'. O café (em ge'ez ቡን būn) é oferecido a amigos em visita, durante festividades, ou na vida diária. Se o café é potencialmente recusado, a segunda opção é o chá ("shai" ሻይ shahee). O café é fabricado primeiramente torrando o café verde sobre gughin em brasas num braseiro. Uma vez que os grãos são torrados, é dada a cada participante uma oportunidade de provar o fumo aromático. Depois, há a trituração dos grãos, tradicionalmente em um pilão de madeira.
A borra de café é então colocada em uma vasilha especial, chamada jebena e fervida. A jebena é geralmente feita de barro e tem uma base esférica, pescoço, bico e alça, onde o pescoço se conecta com a base. Quando o café ferve através do pescoço, ele é derramado dentro de um outro recipiente para resfriá-lo e, em seguida é colocado de volta para a jebena. Para servir o café da jebena, um filtro feito de crina de cavalo é colocado no bico da jebena para impedir que o café escape.
O anfitrião serve o café para todos os participantes, movendo a jebena inclinada sobre uma bandeja com pequenos copos sem alça (chamados de finjal), sem parar, até que cada copo esteja cheio. Inevitavelmente, um pouco de café cai para fora do copo, mas isso é feito para evitar que a borra de café contamine a fermentação. A primeira rodada de café é chamada awel, a segunda kale'i, e a terceira bereka ('ser abençoado'). A cerimônia de café pode também incluir queima de incenso tradicional, tais como franquincenso ou goma-arábica.

### Culinária

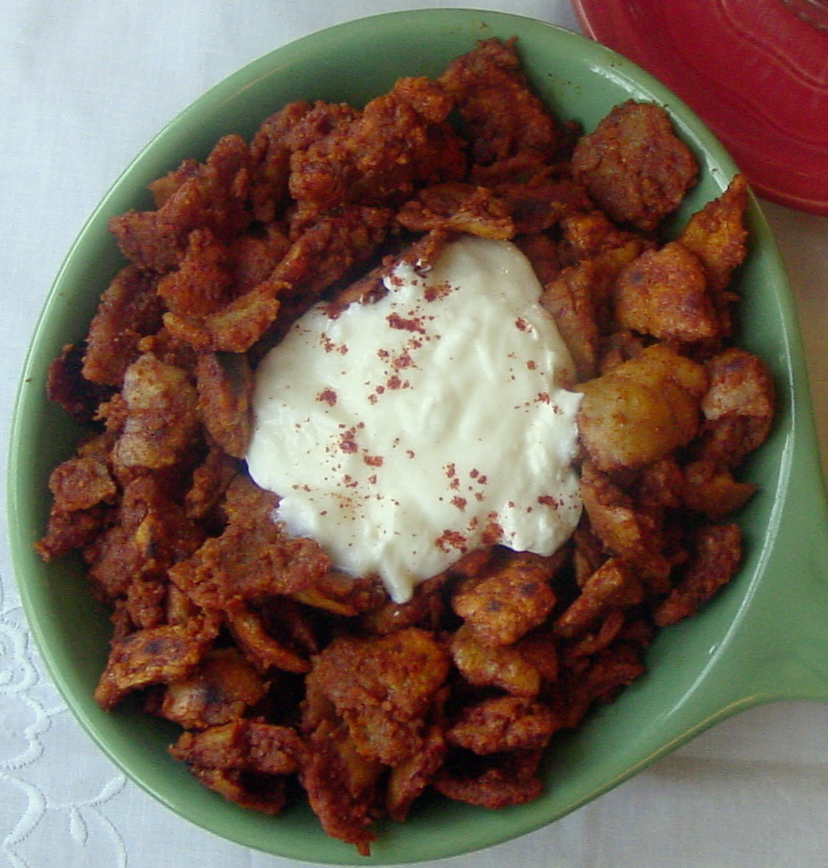
O prato típico da Eritreia Kitcha fit-fit, com iogurte e temperos por cima

A principal comida tradicional da culinária eritreia é o guisado (stew), servido com injera (feitas a partir de teff, trigo, ou sorgo), e hilbet (pasta feita de legumes, principalmente, lentilha, e feijões fava). A culinária ertireia e etíope (especialmente na metade norte dos dois países) são bastante semelhantes, devido a história comum aos dois países.
Os hábitos alimentares da Ertireia variam regionalmente. Nas terras altas, a injera é a dieta básica e comida diária entre os tigrínios. A injera é feita de teff, trigo ou sorgo, e se assemelha a uma esponja, uma panqueca levemente azeda. Ao comer, os convivas geralmente compartilham o alimento em um grande tabuleiro colocado no centro de uma mesa baixa. Inúmeras injeras são colocadas sobre esta bandeja e cobertas com vários guisados picantes.
Os guisados que acompanham a injera são normalmente feitos de carne, frango, ou vegetais. A maioria dos eritreus, exceto os Saho, gostam de sua comida quente e picante. O berbere, uma mistura de temperos que consiste de uma variedade de especiarias e ervas comuns e usuais, acompanha quase todas as refeições. Guisados incluem: zigni, (que é feito de carne), dorho tsebhi, (feito de frango), alicha (feita sem berbere), e shiro (um purê de vários legumes). Devido ao seu passado como colônia italiana, a culinária da Eritreia também apresenta interpretações únicas de pratos clássicos italianos, tais como comidas feitas de massa temperadas com berbere.

### Música
Cada grupo étnico na Eritreia tem seu próprio estilo de música e dança. Entre os trigínias, o gênero musical tradicional mais conhecido é a guaila. Os instrumentos tradicionais da música folclórica eritreia incluem o krar de cordas, o kebero, o begena, o masenqo e o wata (um primo distante rudimentar do violino). Uma artista eritreia popular é a cantora Tigrinya Helen Meles, que é conhecida por sua voz poderosa e ampla extensão. Outros músicos locais proeminentes incluem o cantor Kunama Dehab Faytinga, Ruth Abraha, Bereket Mengisteab, o falecido Yemane Ghebremichael e o falecido Abraham Afewerki.
A dança desempenha um papel importante na sociedade eritreia. Todos os nove grupos étnicos têm muitas danças exuberantes. Os estilos de dança diferem entre os grupos étnicos; por exemplo, os povos bilens e tigre balançam os ombros enquanto estão em um círculo no final da dança, o que difere dos trigínias, que inicialmente dançam em uma rotação anti-horária, mas depois mudam para uma dança de ritmo acelerado, quebrando simultaneamente a rotação circular. O grupo étnico Kunama tem danças que incluem rituais, a saber: uka (ritos de passagem); indoda (orações por chuva); sangga-nena (mediação pacífica); e shatta (demonstrações de resistência e coragem). Elas são frequentemente de ritmo acelerado e acompanhadas por batidas de tambor.